# اختطاف جايسي دوغارد
جايسي لي دوغارد (بالإنجليزية: Jaycee Lee Dugard)‏ (مواليد 3 مايو 1980) هي أمريكية أخطتفت في يوم 10 يونيو 1991. بينما كانت ذاهبة إلى مدرستها من منزل أسرتها في جنوب بحيرة تاهو (كاليفورنيا) وكان عمرها يناهز ال 11 عام وأصبحت في عداد المفقودين منذ أكثر من 18 عاما. وفي 26 أغسطس 2009 اكتشف أحد الضباط خاطفها وتم العثور عليها. وكانت قد أنجبت خلال تلك الفترة طفلتين من مختطفها 
كانت جايسي ذاهبة إلى مدرستها عندما توقفت سيارة وظنت أنهم يريدون السؤال عن الاتجاهات ولكن فوجئت عندما صعقها بمسدس كهربائي حتى فقدت وعيها واختطفها. ومن الذين شهدوا الاختطاف زوج أمها الذي حاول ملاحقتهم ولكن دون جدوى.
عندما وصل فيليب بيته ومعه جايسي أخذها إلى غرفة منعزلة مضادة للصوت خلف بيته وكبّل يديها قبل مغادرة الغرفة وإغلاقها. بعد ساعات من اختطافها تم تغطية القصة من قبل قنوات محلية وعالمية. أنشأت أمها تيري مجموعة اسمها ’’أمل جايسي‘‘ التي كانت تدير حملة تطوع للبحث عنها.
مباشرة بعد الاختطاف قام فيليب غاريدو باغتصابها وهي مكبلة الأيدي. والذي جلست به لمدة أسبوع. وبعد شهر ونصف تقريباً، نقلها إلى غرفة أكبر وكبّلها إلى السرير. وبعد ثلاث سنوات قام بفك القيود. في أبريل 1994 أخبروها بأنها حامل وهي في الثالث عشر من عمرها. كانت تجهز نفسها للولادة عبر مشاهدة برامج على التلفاز. أول بنت لها ولدت في أغسطس 1994 وبنتها الثانية في نوفمبر 1997. وقد زار الشرطة البيت مرتين ولكن لم يتم التفتيش في الفناء الخلفي الذي كان محاط بأشجار طويلة وسور طوله ستة أقدام. ولم يلحظوا أي أثر لدوغارد أو بنتيها في المناطق التي تم التفتيش فيها.
وفي عام 2009 قام فيليب بإلقاء محاضرة في جامعة كاليفورنيا واصطحب معه ابنتيه. وكان أحد الحاضرين الشرطية آلي جايكبسون من الإف بي أي التي لاحظت الشحوب الذي يعلو وجهي الفتاتين وكأنهما لم يتعرضا للشمس منذ فترة طويلة. وقد كانت تعرف عن خلفيته الإجرامية ولكن لعدم وجود مذكرة اعتقال لم تستطع اعتقاله. قامت بعد ذلك بإجراء مكالمة هاتفية مع المسؤولين في الإف بي أي وقامت بإعطائهم تقرير مفصل عن المحاضرة التي قام بإلقائها ومن ثم أرسلو اثنان من عملاء الإف بي أي الذين كبّلوا يديه وقاموا بتفتيش المنزل ولم يعثروا إلا على زوجته وأمه العجوز.أخذوه معهم إلى مبنى الشرطة وقاموا باستجوابه عن البنتين اللتين كانتا معه. بعد مراجعة ملفاته أعادوه إلى منزله وأمروه بالعودة في اليوم التالي ليوافيهم بتقريرعن زيارته لجامعة كاليفورنيا والفتاتين اللتان كانتا في صحبته. عاد اليوم التالي بصحبة زوجته والفتاتين وجايسي لي والتي قام بتقديمها باسم ’’أليسا‘‘ ثم قاموا بمقابلتهم كلٌ على حدة وفي أثناء المقابلة كانت مصرة أنها ’’أليسا‘‘ وأن غاريدو رجل مسالم وقد حاول إنقاذها من زوجها الذي اعتدى عليها. وفي تلك الأثناء كانت الشرطة تستجوب غاريدو حتى قام بالاعتراف باختطاف جايسي. عندها أقرت جايسي بالحقيقة وكان من الواضح وجود مرض متلازمة ستوكهولم.
تم القبض على فيليب وزوجته نانسي بتهمة الاختطاف والاغتصاب. قامت ولاية كاليفورنيا بالحكم على فيليب ب431 سنة سجناً وزوجته نانسي 36 سنة.
في يوليو 2010 قدمت ولاية كاليفورنيا تعويض لدوغادر بمبلغ عشرين مليون دولار.
قامت جايسي بكتابة كتاب عن حياتها خلال اختطافها كجزء من العلاج النفسي الذي كانت تعانيه